# Tachidius triangularis
Tachidius triangularis är en kräftdjursart som beskrevs av Shen och Tai 1983. Tachidius triangularis ingår i släktet Tachidius och familjen Tachidiidae. Inga underarter finns listade i Catalogue of Life.